# カタジナ・ヴェンギェルスカ
カタジナ・ヴェンギェルスカ（ポーランド語：Katarzyna węgierska）またはカタリン（ハンガリー語：Katharin, ? - 1355年）は、シフィドニツァ公ヘンリク2世の妃。ハンガリー王カーロイ1世の長女で、母はビトム公カジミェシュの娘マリア。

## 生涯
生みの母が死んだ後、父はおそらく1318年頃にボヘミア王ヨハンの妹ベアトリクスと再婚した。さらにこの新王妃がすぐ死ぬと、今度はポーランド王ヴワディスワフ1世の娘エルジュビェタがカタジナの新しい継母となった。一部の歴史家はカタジナの母親をマリアではなくエルジュビェタだとしている。
1338年、シフィドニツァ公ヘンリク2世と結婚した。ヘンリクの母クネグンダはカタジナの継母エルジュビェタの姉であり、従ってヘンリク本人もポーランド王ヴワディスワフ1世の外孫にあたっていた。公爵夫妻の間に生まれた一人娘アンナは、後に神聖ローマ皇帝カール4世と結婚し、後の皇帝ヴェンツェルを生んだ。
カタジナは1343年から1345年の間に寡婦となり、娘のアンナを母国ハンガリーのヴィシェグラードで教育しながら暮らした。アンナは11歳のときに皇帝カール4世の生まれたばかりの後継者ヴェンツェルと婚約したが、嬰児ヴェンツェルとその母親アンナ・フォン・デア・プファルツが相次いで急死したため、寡夫となった皇帝は未来の嫁になるはずだったアンナ本人と結婚した。カタジナは1355年に死んだ。